# Jacques le Moyne

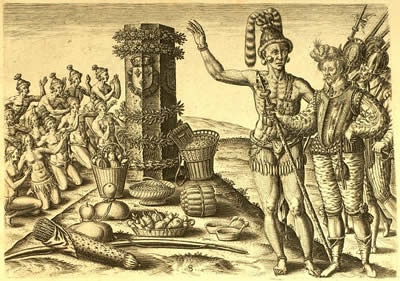
Un dels gravats de Theodor de Bry possiblement basat en els dibuixos de le Moyne sobre Athore, fill del rei Timucuan.

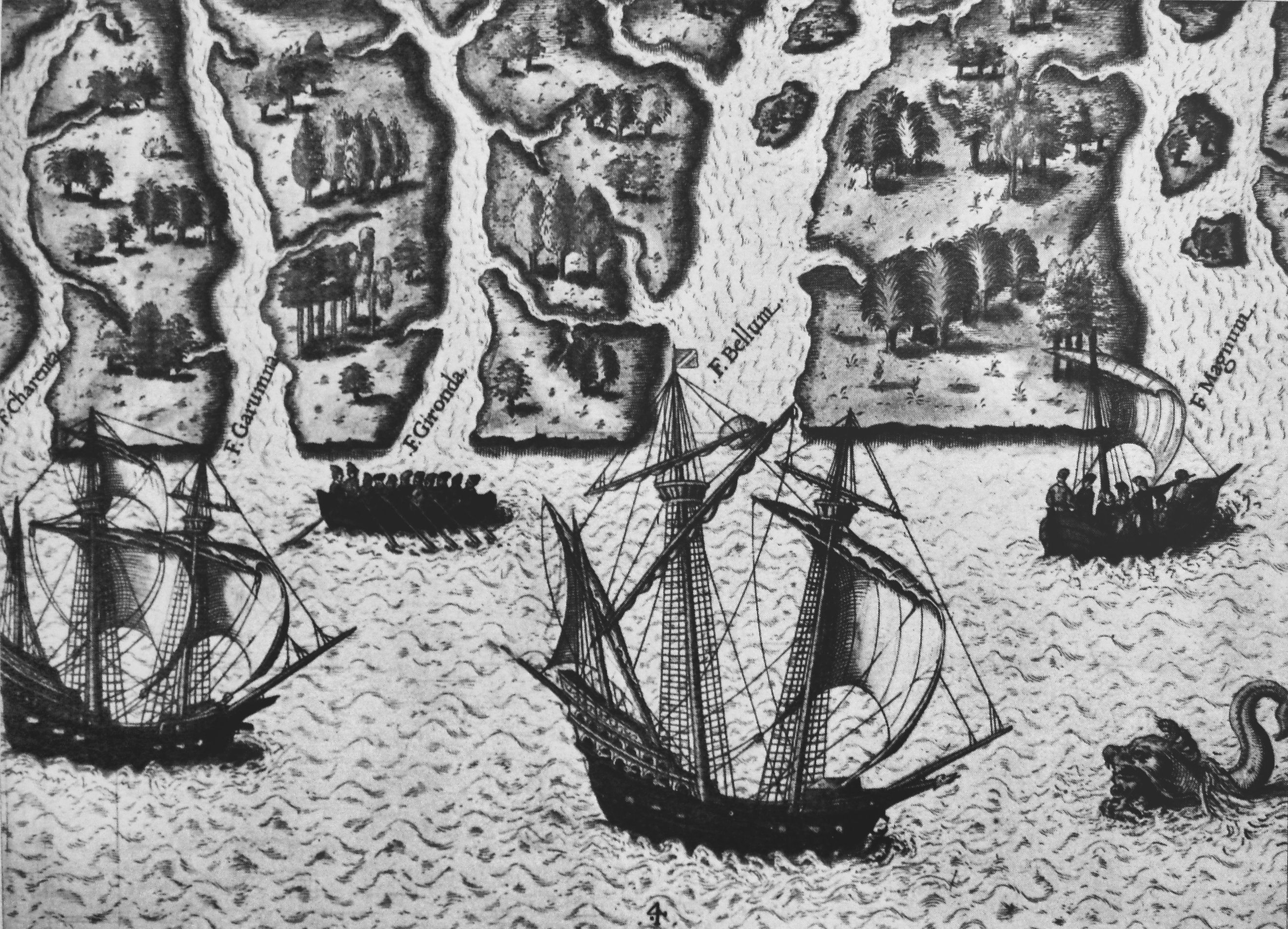
Exploració de Florida per Ribault i Laudonniere, 1564, per Le Moyne.

Jacques le Moyne de Morgues (cap a 1533–1588) va ser un artista francès i membre de l'expedició de Jean Ribault al Nou Món. Els seus dibuixos sobre amerindis tenen una importància extraordinària.

## Biografia
Le Moyne nasqué cap 1533, a Morgues, a uns 10 km de Châteaudun, a França. Le Moyne probablement treballà a la Cort del rei Charles IX de França.
Le Moyne acompanyà l'expedició de Jean Ribault i René Laudonnière en el dissortat intent de colonitzar el nord de Florida. Arribaren al riu St. Johns el 1564, i aviat fundaren Fort Caroline prop de l'actual Jacksonville. Pintava en l'estil calvinista. Va esdevenir un cartògraf i un il·lustrador i pintava paisatges i relleus de la terra que travessaven.
De l'expedició de Laudonniere en va resultar la publicació d'un mapa important de Le Moyne/de Bry.
Finalment els espanyols provinents de la colònia de St. Augustine, Florida, atacaren el Fort Caroline. Pedro Menéndez de Avilés matà la majoria del hugonots francesos, tanmateix, Laudonnière, Le Moyne i uns altres escaparen i finalment van ser rescatats pels anglesos. Arribaren a París el 1566.
El relat més important de Le Moyne es va publicar en llatí a Frankfurt el 1591 per Theodore de Bry sota el títol 'Brevis narratio eorum quae in Florida Americai provincia Gallis acciderunt.
Només un dels dibuixos originals de Le Moyne va sobreviure l'atac dels espanyols a Fort Caroline; la majoria dels altres són recreacions fetes pel belga Theodor de Bry. Le Moyne morí a Londres el 1588.

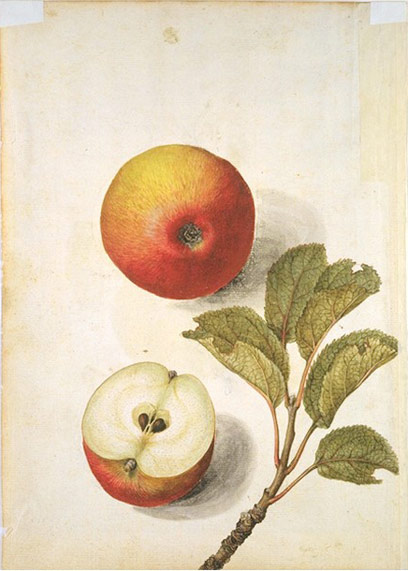
Jacques Le Moyne de Morgues (cap a 1533-1588, Poma (Malus pumila Millervar), 1568-1572, aquarel·la V&A Museum no. AM.3267Y-1856 Victoria and Albert Museum, Londres

## Pintures sobre botànica
Le Moyne va acabar la seva carrera com un apreciat artista en botànica a Londres i entre els seus patrocinadors figurava Sir Walter Raleigh i Lady Mary Sidney.
D'entre tots els treballs florals de Le Moyne destaca les sis miniatures de la col·lecció Kornern fetes cap 15888